# Toni Kukoč
Toni Kukoč (* 18. September 1968 in Split, SR Kroatien, SFR Jugoslawien) ist ein ehemaliger kroatischer Basketballspieler, der den Großteil seiner Profikarriere in der nordamerikanischen Profiliga NBA aktiv war.

## Karriere
Kukoč, der mit 13 Jahren bereits 1,90 Meter maß, spielte als Jugendlicher Tischtennis und Fußball. Mit zehn Jahren war er in seiner Altersklasse Tischtennismeister der Region Dalmatien. Im Alter von 15 Jahren begann er mit dem Basketball, als ein Talentspäher von KK Jugoplastika Split ihn am Strand mit Freunden Sport treiben sah und zum Basketballtraining einlud.
1985 wurde Kukoč unter Trainer Svetislav Pešić Kadetteneuropameister. Zur jugoslawischen Mannschaft gehörten damals weitere spätere Profispieler, darunter Vlade Divac. Bereits mit 16 Jahren spielte Kukoč in der Herrenmannschaft von Jugoplastika Split, in der Saison 1985/86 erzielte er in 20 Ligaspielen im Schnitt 2,6 Punkte pro Begegnung.
Im Sommer 1986 gewann er in Österreich an der Seite von Dino Rađa, Aleksandar Đorđević, Teoman Alibegović und Divac die Europameisterschaft in der Altersklasse U18. Auf Vereinsebene steigerte Kukoč in Split in der Saison 1986/87 unter Trainer Zoran Slavnić seine Punktausbeute auf 14,4 pro Spiel.
Bei der Junioren-Weltmeisterschaft, die er im Sommer 1987 in Bormio mit der jugoslawischen Auswahl gewann, kam er als drittbester Korbschütze seiner Mannschaft auf 14,7 Punkte pro Einsatz. Im Gruppenspiel gegen die USA, das Jugoslawien mit 110:95 gewann, überragte Kukoč mit 37 Punkten, dabei traf er elf seiner zwölf Würfe von außerhalb der Dreipunktemarkierung. Die beiden Mannschaften trafen sich im Endspiel wieder, hier blieb Kukoč mit neun Punkten vergleichsweise unauffällig.

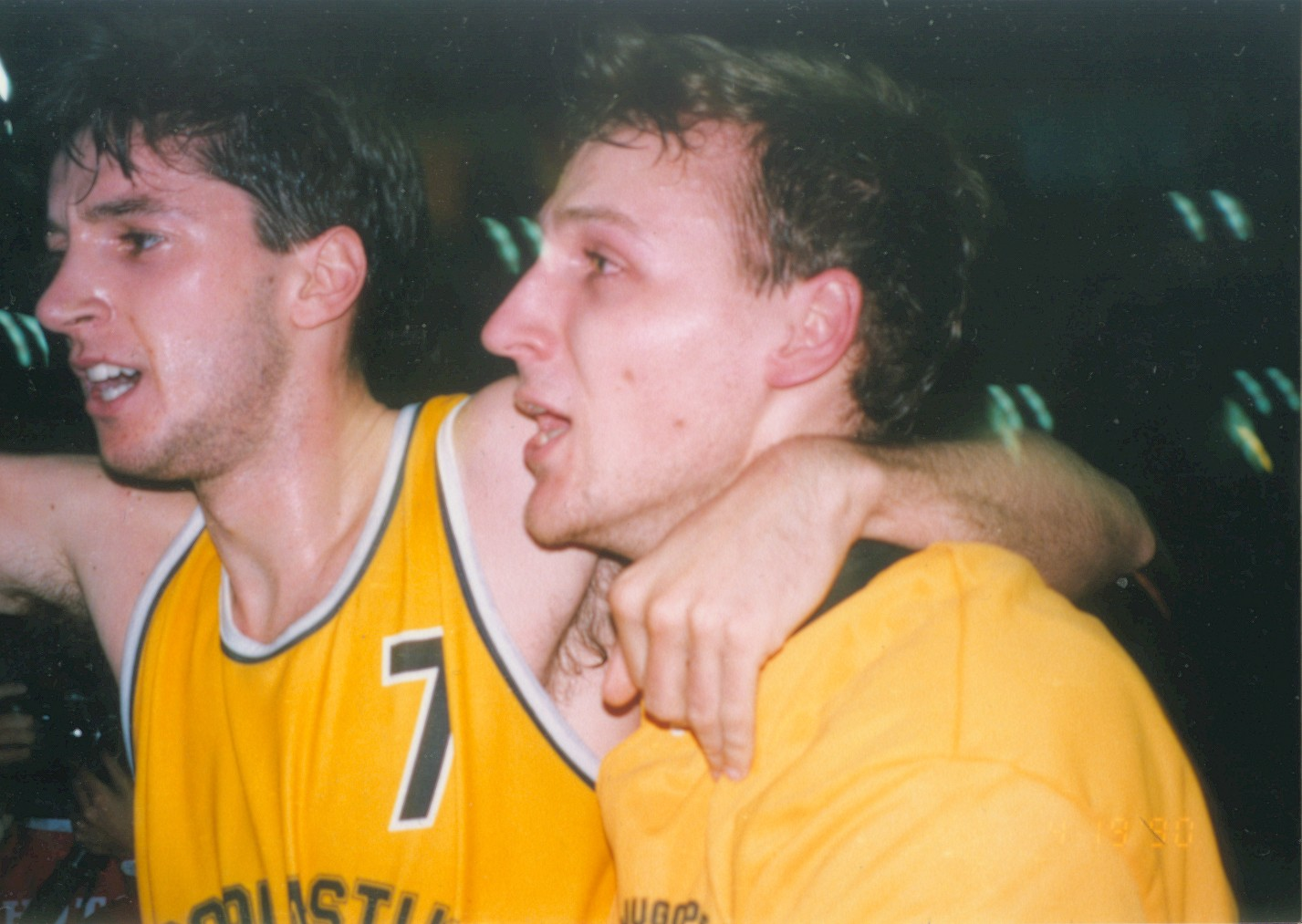
Toni Kukoč (links) und Dino Rađa bei Jugoplastika Split

1988 wurde er mit Split jugoslawischer Meister und errang bei den Olympischen Spielen in Seoul die Silbermedaille, wobei Kukoč als jüngster Spieler des jugoslawischen Olympiaaufgebots noch eine Nebenrolle in der von Dražen Petrović angeführten Nationalmannschaft spielte. In der Saison 1988/89 erreichte er mit Jugoplastika Split das Endspiel des Europapokals der Landesmeister und trug dort zum Sieg 18 Punkte (4/7 Dreier) bei. Jugoslawischer Meister wurde er mit Split in diesem Spieljahr ebenso. Im Sommer 1989 errang er mit der hochkarätig besetzten jugoslawischen Nationalmannschaft in Zagreb den Europameistertitel.
1989/90 gelang ihm mit Split ein Dreifachtriumph: Kukoč errang mit der Mannschaft den jugoslawischen Meistertitel, den Pokal und wiederholte den Sieg im Europapokal der Landesmeister. Er wurde als bester Spieler des Finalturniers in Saragossa ausgezeichnet, im Endspiel gegen den FC Barcelona hatte er 20 Punkte erzielt. Ende Juni 1990 sicherten sich die Chicago Bulls beim NBA-Draftverfahren die Rechte an Kukoč und ließen ihn in der zweiten Auswahlrunde an insgesamt 29. Stelle aufrufen. Im selben Jahr folgten noch zwei Titel. Mit Jugoslawien wurde Kukoč im August 1990 in Argentinien Weltmeister. Hatte er bei den bisherigen Turnieren in der jugoslawischen Nationalmannschaft eine Nebenrolle gespielt, machte er bei der WM in Argentinien den Schritt zum Führungsspieler, war mit 16,5 Punkten je Begegnung zweitbester Korbschütze nach Petrović und wurde als bester Spieler der WM ausgezeichnet. Zudem gewann er 1990 mit der Mannschaft die Goodwill Games in Seattle.
Das Jahr 1991 verlief für Kukoč ebenfalls sehr titelreich. Mit Split stellte er in der jugoslawischen Meisterschaft und im Pokal wieder die beste Mannschaft, im Europapokal der Landesmeister kam es zur Wiederauflage des Vorjahresendspiels gegen Barcelona (mit dem vorherigen Split-Trainer Božidar Maljković). Kukoč blieb in diesem Duell mit acht Punkten im Angriff zwar verhältnismäßig blass, wurde aber dennoch zum besten Spieler des Finalturniers gewählt, nachdem er mit Split zum dritten Mal seit 1988 den Europapokalsieg geholt hatte. Im Juni 1991 führte er die jugoslawische Nationalmannschaft mit 19 Punkten pro Begegnung zum EM-Titel und erhielt die Auszeichnung als bester Spieler des Turniers.
Kukoč nahm in der Sommerpause 1991 ein Angebot über einen Sechsjahresvertrag der italienischen Spitzenmannschaft Benetton Treviso an, bei der sein Landsmann Petar Skansi als Trainer das Sagen hatte. In seinem ersten Spieljahr in der Serie A trug Kukoč mit 20,5 Punkten je Begegnung erheblich zum Gewinn des Meistertitels bei.
Bei den Olympischen Spielen in Barcelona 1992 traf er mit der kroatischen Mannschaft zweimal auf die Vereinigten Staaten mit Michael Jordan und Scottie Pippen von den Chicago Bulls. Da Jordan und Pippen ein angespanntes Verhältnis zu Bulls-Manager Jerry Krause hatten, der sich wiederholt lobend über Kukoč geäußert hatte, entschlossen sie sich, gegen den Kroaten in den beiden Duellen besonders eng zu verteidigen. Kukoč und seine Kroaten verloren die Spiele gegen die USA jeweils deutlich, darunter das Endspiel. Im Gruppenspiel gelangen ihm gegen die Deckung seiner späteren Chicagoer Mannschaftskameraden nur vier Punkte, während ihm sieben Ballverluste unterliefen, im Spiel um Gold kam Kukoč besser zurecht und erzielte 16 Punkte, dennoch siegten die Amerikaner deutlich.
In der Saison 1992/93 zog er mit Treviso ins Endspiel des Europapokals der Landesmeister ein, musste sich dort jedoch überraschenderweise CSP Limoges aus Frankreich geschlagen geben. Er lag mit Treviso Sekunden vor dem Spielende mit 55:57 im Hintertreffen; Kukočs Versuch, den Ausgleich beziehungsweise die Führung zu erzielen, wurde durch einen umstrittenen Ballgewinn von Limoges’ Frédéric Forte unterbunden.
Im Sommer 1993 stieg er gegen eine Millionenzahlung aus seinem Vertrag mit Benetton Treviso aus und wechselte zu den Chicago Bulls in die NBA, bei denen er im Juli 1993 einen Mehrjahresvertrag unterzeichnete. Er habe in der NBA seine Spielweise ändern müssen, so Kukoč später, der in Chicago für Einsätze auf der Position vier vorgesehen war, obwohl er auf dieser in Europa nie gespielt hatte, sondern dort statt Flügelspieler Aufbauspieler gewesen war. In seinem ersten Jahr in der nordamerikanischen Liga erzielte er im Durchschnitt 10,9 Punkte je Begegnung und erhielt Aufnahme ins NBA All-Rookie Second Team. Im Spieljahr 1994/95 war Kukoč mit 15,7 Punkten je Begegnung drittbester Korbschütze der Mannschaft hinter Jordan und Pippen. 1996, 1997 und 1998 gewann er mit Chicago jeweils den NBA-Meistertitel. 1996 wurde er als bester Einwechselspieler der Liga ausgezeichnet (Sixth Man of the Year Award). Kukoč sei ein wichtiger Bestandteil der Chicagoer Meistermannschaften gewesen, werde aber nicht als großartiger Spieler wahrgenommen, hieß es in einem Bericht über seine Karriere auf nba.com im Januar 2020. Im selben Artikel wurde sein früherer Kollege aus der jugoslawischen Nationalmannschaft, Vlade Divac, mit den Worten wiedergegeben, Kukoč sei einer der Besten gewesen, die jemals Basketball gespielt hätten, er habe fast alles (alle wichtigen Titel) gewonnen. Die besten statistischen Werte bei den Bulls erzielte er in der Saison 1998/99 mit 18,8 Punkten und 7,0 Rebounds je Begegnung.
Mit der kroatischen Nationalmannschaft nahm er nach seinem Wechsel nach Chicago noch an der Weltmeisterschaft 1994 (Bronze), den Olympischen Spielen 1996 sowie den Europameisterschaften 1995 und 1999 teil. Bei der EM 1995, bei der er Bronze gewann, wurde Kukoč in die Mannschaft des Turniers gewählt.
In der NBA spielte er nach seiner Zeit in Chicago kurz für die Philadelphia 76ers und Atlanta Hawks. Seine letzte Station als NBA-Profi waren die Milwaukee Bucks, bei denen er seine letzten vier Profijahre verbrachte.
Kukoč wurde 2015 Sonderberater von Jerry Reinsdorf, dem Eigentümer und Präsidenten der Chicago Bulls.
Am 16. Mai 2021 wurde bekanntgegeben, dass Kukoč in die Naismith Memorial Basketball Hall of Fame aufgenommen wird.

## Erfolge und Auszeichnungen
- NBA-Meisterschaft: 1996, 1997, 1998
- NBA Sixth Man of the Year Award: 1996
- NBA All-Rookie Second Team: 1994
- Jugoslawischer Meister: 1988, 1989, 1990, 1991
- Jugoslawischer Pokal: 1990, 1991
- Italienischer Meister: 1992
- Italienischer Pokal: 1993
- Europapokal der Landesmeister: 1989, 1990, 1991
- Silbermedaille bei Olympischen Spielen: 1988, 1992
- Weltmeister: 1990
  - Bronzemedaille bei Weltmeisterschaften: 1994
- Weltmeister Altersklasse U19 in Bormio: 1987
- Europameister: 1989, 1991
  - Bronzemedaille bei Europameisterschaften: 1987, 1995
- Europameister Altersklasse U16: 1985
- Europameister Altersklasse U18: 1986
- 5× Euroscar Spieler des Jahres: 1990, 1991, 1994, 1996, 1998
- Aufnahme in die FIBA Hall of Fame: 2017[34]